# Balta camerunensis
Balta camerunensis är en kackerlacksart som först beskrevs av Robert Walter Campbell Shelford 1908.  Balta camerunensis ingår i släktet Balta och familjen småkackerlackor. Inga underarter finns listade.